# Lahnus
Lahnus est un quartier de la ville d'Espoo en Finlande. La Seututie 120 entre Helsinki et Vihti passe par Lahnus.

## Description
Lahnus compte 995 habitants le 31 décembre 2016.
Ses voisins sont Lakisto, Velskola, Luukki, Kalajärvi, Nurmijärvi et Klaukkala.

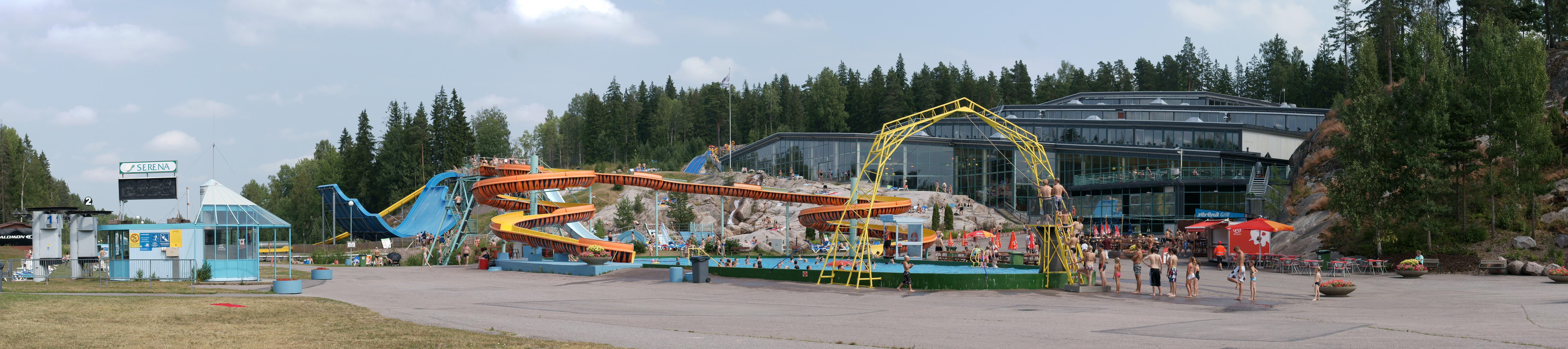
Parc aquatique Serena en 2010.